# 흥롱
흥롱(베트남어: Hưng Long / 興隆 흥륭 / 1293년 3월 ~ 1314년 3월)은 베트남 쩐 왕조(陳朝) 영종(英宗) 쩐투옌(陳烇)의 연호이다.

## 개원
- 쭝흥(重興) 9년 3월 9일[1](율리우스력 1293년 4월 16일)에 연호를 흥롱(興隆)으로 개원함.[2][3]

- 흥롱(興隆) 22년 3월 18일[4](율리우스력 1314년 4월 3일)에 연호를 다이카인(大慶)으로 개원함.[5][3]

## 연대 대조표
| 흥롱 | 서기(西紀) | 간지(干支) | 원나라 연호              |
| 원년 | 1293년     | 계사(癸巳) | 지원(至元) 30년          |
| 2년  | 1294년     | 갑오(甲午) | 지원 31년                |
| 3년  | 1295년     | 을미(乙未) | 원정(元貞) 원년          |
| 4년  | 1296년     | 병신(丙申) | 원정 2년                 |
| 5년  | 1297년     | 정유(丁酉) | 원정 3년 대덕(大德) 원년 |
| 6년  | 1298년     | 무술(戊戌) | 대덕 2년                 |
| 7년  | 1299년     | 기해(己亥) | 대덕 3년                 |
| 8년  | 1300년     | 경자(庚子) | 대덕 4년                 |
| 9년  | 1301년     | 신축(辛丑) | 대덕 5년                 |
| 10년 | 1302년     | 임인(壬寅) | 대덕 6년                 |
| 흥롱 | 서기(西紀) | 간지(干支) | 원나라 연호              |
| 11년 | 1303년     | 계묘(癸卯) | 대덕(大德) 7년           |
| 12년 | 1304년     | 갑진(甲辰) | 대덕 8년                 |
| 13년 | 1305년     | 을사(乙巳) | 대덕 9년                 |
| 14년 | 1306년     | 병오(丙午) | 대덕 10년                |
| 15년 | 1307년     | 정미(丁未) | 대덕 11년                |
| 16년 | 1308년     | 무신(戊申) | 지대(至大) 원년          |
| 17년 | 1309년     | 기유(己酉) | 지대 2년                 |
| 18년 | 1310년     | 경술(庚戌) | 지대 3년                 |
| 19년 | 1311년     | 신해(辛亥) | 지대 4년                 |
| 20년 | 1312년     | 임자(壬子) | 황경(皇慶) 원년          |
| 흥롱 | 서기(西紀) | 간지(干支) | 원나라 연호              |
| 21년 | 1313년     | 계축(癸丑) | 황경(皇慶) 2년           |
| 22년 | 1314년     | 갑인(甲寅) | 황경 3년 연우(延祐) 원년 |

## 동시대 연호

### 중국(몽골)
원(元)
- 지원(至元) (1264년 ~ 1294년)
- 원정(元貞) (1295년 ~ 1297년)
- 대덕(大德) (1297년 ~ 1307년)
- 지대(至大) (1308년 ~ 1311년)
- 황경(皇慶) (1312년 ~ 1314년)
- 연우(延祐) (1314년 ~ 1320년)

### 일본
- 쇼오(正応) (1288년 ~ 1293년)
- 에이닌(永仁) (1293년 ~ 1299년)
- 쇼안(正安) (1299년 ~ 1302년)
- 겐겐(乾元) (1302년 ~ 1303년)
- 가겐(嘉元) (1303년 ~ 1306년)
- 도쿠지(徳治) (1306년 ~ 1308년)
- 엔쿄(延慶) (1308년 ~ 1311년)
- 오초(応長) (1311년 ~ 1312년)
- 쇼와(正和) (1312년 ~ 1317년)

## 같이 보기
- 베트남의 연호